# Weerayut Jitkuntod
Weerayut Jitkuntod (thailändisch วีรยุทธ จิตขุนทด; * 2. Januar 1984 in Nakhon Sawan) ist ein thailändischer Fußballspieler.

## Karriere

### Verein
Weerayut Jitkuntod stand von 2005 bis 2008 beim Erstligisten TTM FC unter Vertrag. Im Januar 2009 wechselte er für zwei Jahre zum ebenfalls in der ersten Liga spielenden Buriram PEA. 2010 wurde er mit Buriram Vizemeister. 2011 wechselte er in die zweite Liga. Hier schloss er sich Buriram FC, der später in Songkhla United umbenannt wurde, an. Ende 2011 feierte er mit dem Verein die Meisterschaft und den Aufstieg in die erste Liga. Ende 2014 musste er mit dem Klub wieder den Weg in die Zweitklassigkeit antreten. Im Juli 2015 unterschrieb er in der Hauptstadt Bangkok einen Vertrag beim Zweitligisten Air Force United. Nach einem halben Jahr verließ er den Verein und unterschrieb im Januar 2016 einen Vertrag beim TOT SC. Hier stand er bis zur Jahresmitte unter Vertrag. Die zweite Jahreshälfte spielte er beim Zweitligisten Krabi FC. 2017 ging er in die vierte Liga, wo er einen Vertrag beim North Bangkok University FC unterschrieb. Mit dem Verein spielte er in der Bangkok Metropolitan der Liga. 2017 und 2018 wurde er mit dem Hauptstadtverein Meister der Region. 2018 stieg er in die dritte Liga auf. 2021, 2022 und 2023 wurde er mit dem Bankoker Verein Meister der Bangkok Metropolitan Region. In den Aufstiegsspielen zur zweiten Liga konnte man sich jedoch nicht durchsetzen. Im Sommer 2023 verpflichtete ihn der Zweitligaaufsteiger Chanthaburi FC.

### Nationalmannschaft
Weerayut Jitkuntod bestritt 2004 vier Spiele für die thailändische Nationalmannschaft.

## Erfolge
Buriram PEA
- Thailändischer Vizemeister: 2010

Buriram FC
- Thailändischer Zweitligameister: 2011  ▲

North Bangkok University FC
- Thai League 4 – Bangkok Metropolitan: 2017, 2018  ▲
- Thai League 3 – Bangkok Metropolitan: 2020/21, 2021/22, 2022/23